# Jean-Baptiste Lamarck
Jean-Baptiste Pierre Antoine de Monet, Chevalier de Lamarck (1 tháng 8 năm 1744 – 18 tháng 12 năm 1829), hay Lamarck, là nhà tự nhiên học người Pháp. Ông là một người lính, nhà sinh học, nhà khoa học, và là một người sáng lập giả thuyết rằng tiến hóa sinh học xảy ra và diễn biến theo các quy luật tự nhiên.
Lamarck từng chiến đấu trong chiến tranh Pomeranian (1757-62) chống lại Phổ và được trao tặng một khoản tiền cho sự dũng cảm trên chiến trường. Khi được gửi đến Monaco, Lamarck chuyển sang quan tâm đến lịch sử tự nhiên và quyết định học y học. Ông xuất ngũ sau khi bị thương năm 1766, và quay trở lại học tập y khoa. Lamarck quan tâm đặc biệt đến thực vật học, và sau khi ông xuất bản tác phẩm Flore françoise (dịch nghĩa:Hệ thực vật Pháp) gồm 3 tập (1778), ông đã trở thành thành viên của Viện Hàn lâm Khoa học Pháp năm 1779. Lamarck tham gia vào Vườn bách thảo Paris (Hội thực vật) và được bổ nhiệm làm thư viện Chủ tịch Hội Thực vật năm 1788. Khi Quốc hội Pháp thành lập Bảo tàng Lịch sử Tự nhiên Quốc gia Pháp năm 1793, Lamarck trở thành giáo sư động vật học.
Năm 1801, ông xuất bản Système des animaux sans vertèbres, một công trình về phân loại động vật không xương sống, một thuật ngữ mà ông đặt ra. Trong một ấn bản năm 1802, ông trở thành một trong những người đầu tiên sử dụng thuật ngữ sinh học theo nghĩa hiện đại. Lamarck tiếp tục công việc của mình như là một giáo sư đầu ngành về động vật không xương sống, trong lĩnh vực này, ông được ghi nhớ chủ yếu về thành tựu phân loại Nhuyễn thể, như một nhà phân loại học có tầm cỡ.
Hiện nay, người ta nhớ đến ông do ý tưởng tiến hoá của sinh vật và ông được đánh giá là người sáng lập thuyết tiến hoá. Ngoài ra, ông còn hay được nhắc đến nhờ lý thuyết kế thừa các đặc tính thu được của ông thường được gọi là lý thuyết kế thừa tính tập nhiễm, hoặc lý thuyết sử dụng/không sử dụng cơ quan qua tập tính của động vật, mà ông mô tả trong cuốn Philosophie Zoologique (Triết học Động vật) năm 1809 của ông. Tuy nhiên, lý thuyết này không được khoa học hiện đại chấp nhận, nhưng thời đó được nhiều nhà nghiên cứu lịch sử tự nhiên chấp nhận. Sự đóng góp của Lamarck vào lý thuyết tiến hóa bao gồm lý thuyết kết hợp thực sự đầu tiên của sự tiến hóa sinh học, trong đó một tác nhân "giả kim" phức tạp đã thúc đẩy các sinh vật lên một bậc thang phức tạp và một tác nhân môi trường thứ hai làm cho chúng phù hợp với môi trường địa phương thông qua việc dùng hoặc không dùng các đặc tính, làm phân biệt chúng với các sinh vật khác. Các nhà khoa học đã tranh luận liệu những tiến bộ trong lĩnh vực chuyển vị di truyền ngoại gen có cho phép là Lamarck đã đúng, ở một mức độ nào đó hay không.

## Tiểu sử
Jean-Baptiste Lamarck sinh ra ở Bazentin, Picardy, miền Bắc nước Pháp, là người con thứ 11 trong một gia đình quý tộc nghèo khó. Những người đàn ông trong gia đình Lamarck có truyền thống phục vụ trong quân đội Pháp. Anh cả trong nhà đã tử trận, hai người anh trai khác đang phục vụ tại ngũ khi Lamarck đang trong độ tuổi thiếu niên. Để thực hiện ý nguyện của cha, Lamarck đã nhập học trường dòng ở Amiens vào những năm 1750.
Sau khi người cha mất vào năm 1760, Lamarck đã mua một con ngựa và đi khắp đất nước để gia nhập quân đội Pháp, hiện đang ở Đức. Lamarck đã thể hiện lòng dũng cảm, sẵn sàng hy sinh trên chiến trường của cuộc chiến tranh Bảy Năm ở Phổ, và ông đã được đề cử làm trung úy. Đại đội của Lamarck phải chịu những đòn tấn công trực tiếp từ hỏa lực pháo binh của kẻ thù và quân số nhanh chóng giảm xuống chỉ còn 14 người, không có sĩ quan. Một trong những người đàn ông đề nghị rằng tình nguyện viên 17 tuổi nhỏ bé nên nắm quyền chỉ huy và ra lệnh rút quân; mặc dù Lamarck đã chấp nhận quyền chỉ huy, nhưng ông khẳng định họ vẫn ở lại nơi đã đóng quân cho đến khi được giải vây.
Khi đại tá của họ gặp lại đại đội, lòng dũng cảm và lòng trung thành của Lamarck đã gây ấn tượng mạnh với đại tá đến mức Lamarck được thăng chức sĩ quan ngay tại chỗ. Tuy nhiên, khi một trong những đồng đội đỡ đầu ông lên, ông bị viêm tuyến bạch huyết ở cổ và được đưa đến Paris để điều trị. Ông đã được trao một khoản hoa hồng và định cư ở Monaco. Ở đó, ông đã tìm đọc Traité des plantes usuelles, một cuốn sách về thực vật học của James Francis Chomel.
Với mức lương hưu giảm chỉ còn 400 franc một năm, Lamarck quyết tâm theo đuổi nghề nghiệp. Ông cố gắng theo học ngành y và tự trang trải cuộc sống bằng cách làm việc cho một ngân hàng. Lamarck học y khoa trong bốn năm nhưng đã ngừng học vì sự thuyết phục của anh trai mình. Ông quan tâm đến thực vật học, đặc biệt là sau chuyến thăm Vườn bách thảo Paris, và đã trở thành sinh viên của Bernard de Jussieu, một nhà tự nhiên học nổi tiếng người Pháp. Dưới thời Jussieu, Lamarck đã dành 10 năm nghiên cứu hệ thực vật Pháp. Năm 1776, ông viết bài tiểu luận khoa học đầu tiên - một chuyên luận về hóa học.
Sau khi nghiên cứu, vào năm 1778, ông đã công bố một số quan sát và kết quả của mình trong một tác phẩm gồm ba tập, mang tên Flore française. Công trình của Lamarck được nhiều học giả tôn trọng và nó đã làm ông trở nên nổi tiếng trong giới khoa học Pháp. Vào ngày 8 tháng 8 năm 1778, Lamarck kết hôn với Marie Anne Rosalie Delaporte. Georges-Louis Leclerc, Công tước xứ Buffon, một trong những nhà khoa học hàng đầu của Pháp thời đó, đã cố vấn cho Lamarck và giúp ông trở thành thành viên của Viện Hàn lâm Khoa học Pháp vào năm 1779 và được bổ nhiệm làm nhà thực vật học hoàng gia vào năm 1781, trong đó ông đã đến thăm vườn thực vật và bảo tàng nước ngoài. Con trai đầu lòng của Lamarck, André, sinh ngày 22 tháng 4 năm 1781, và ông đã phong đồng nghiệp André Thouin làm cha đỡ đầu của đứa trẻ.

## Tiến hóa kiểu Lamarck
Lamarck nhấn mạnh luận điểm chính trong công trình sinh học của ông. Thứ nhất là môi trường tạo ra sự thay đổi của động vật. Ông đã trích dẫn ví dụ về mù ở chuột chũi, sự hiện diện của răng ở động vật có vú và sự vắng mặt của răng ở chim như là bằng chứng của nguyên tắc này. Nguyên tắc thứ hai là cuộc sống được cấu trúc theo trật tự và nhiều phần khác nhau của tất cả các cơ thể làm cho chúng có thể chuyển động hữu cơ.
Mặc dù ông không phải là nhà tư tưởng đầu tiên ủng hộ tiến hóa hữu cơ, ông là người đầu tiên phát triển một lý thuyết tiến hóa mạch lạc thực sự. Ông vạch ra các lý thuyết về tiến hóa đầu tiên trong bài giảng Floreal của ông năm 1800, và sau đó trong ba tác phẩm được công bố sau này:
- Recherches sur l'organisation des corps vivants (Nghiên cứu về tổ chức các cơ thể sống), 1802.
- Philosophie Zoologique (Triết học Động vật), 1809.
- Histoire naturelle des animaux sans vertèbres (Lịch sử tự nhiên của động vật không có xương sống), (trong bảy tập, 1815-22).
Lamarck đã sử dụng một số cơ chế như động lực của tiến hóa, rút ra từ những kiến thức phổ biến về thời đại của ông với niềm tin của ông về hóa học trước Lavoisier. Ông đã sử dụng những cơ chế này để giải thích hai động lực mà ông thấy như là sự tiến hóa; một lực đẩy động vật từ các dạng đơn giản đến phức tạp, và một động lực giúp thích ứng động vật với môi trường địa phương của chúng và phân biệt chúng với nhau. Ông tin rằng các lực này phải được giải thích như là một kết quả tất yếu của các nguyên tắc cơ bản của vật lý, ủng hộ một thái độ "duy vật" đối với sinh học.

### Le pouvoir de la vie: Động lực phức tạp
Lamarck đã đề cập đến một khuynh hướng làm cho các sinh vật trở nên phức tạp hơn, di chuyển trên "bậc thang tiến bộ". Ông đã đề cập đến hiện tượng này như "la force qui tend sans cesse à composer l'organisation" (Lực lượng thường xuyên có xu hướng thiết lập trật tự). Lamarck tin tưởng vào sự phát triển tự phát đang diễn ra của các sinh vật đơn giản thông qua hành động vật lý bằng một lực lượng vật chất.

Lamarck chống lại các quan niệm hóa học hiện đại được thúc đẩy bởi Lavoisier (những ý tưởng mà ông khinh thị), thích chấp nhận một cái nhìn giả kim truyền thống của các yếu tố căn bản là Thổ (Earth), Khí (Air), Hỏa (Fire) và Thủy (Water). Ông khẳng định rằng, một khi sinh vật sống hình thành, sự chuyển động của chất lỏng trong sinh vật sống tự nhiên thúc đẩy chúng phát triển đến mức phức tạp hơn bao giờ hết.
Sự chuyển động nhanh chóng của các dịch sẽ làm khắc nên kênh rạch giữa các mô mềm. Chẳng bao lâu, dòng chảy của chúng sẽ bắt đầu thay đổi, dẫn đến sự phát triển của các cơ quan riêng biệt. Các chất lỏng, bây giờ đã tinh vi hơn, sẽ trở nên phức tạp hơn, tạo ra nhiều chất tiết và chất rắn tạo thành các cơ quan.   - Histoire naturelle des animaux sans vertèbres, 1815 -
Ông lập luận rằng các sinh vật đi từ đơn giản đến phức tạp một cách chắc chắn và có thể dự đoán được dựa trên các nguyên lý cơ bản của thuật giả kim. Theo quan điểm này, các sinh vật đơn giản không bao giờ biến mất vì chúng liên tục được tạo ra bởi thế hệ "tự phát" trong điều được mô tả là "sinh học trạng thái ổn định". Lamarck đã thấy thế hệ tự phát đang diễn ra, với những sinh vật đơn giản do đó tạo ra được chuyển đổi theo thời gian trở nên phức tạp hơn. Đôi khi ông được coi là tin tưởng vào tiến trình mục đích luận (cho rằng mọi sự vật sẽ hướng đến mục tiêu nào đó), nơi các sinh vật trở nên hoàn hảo hơn khi tiến hóa, mặc dù vậy, với góc nhìn từ một nhà duy vật, ông nhấn mạnh rằng các lực này phải bắt nguồn từ các nguyên lý vật lý cơ bản. Theo nhà cổ sinh vật học Henry Fairfield Osborn, "Lamarck đã bác bỏ hoàn toàn sự tồn tại của bất kỳ" xu hướng hoàn thiện "nào trong tự nhiên và coi sự tiến hóa là kết quả cuối cùng cần thiết của các trạng thái xung quanh về sự sống." Charles Coulston Gillispie, một nhà khoa học, đã viết "sự sống là một hiện tượng thuần túy thể chất ở Lamarck", và lập luận rằng quan điểm của Lamarck không nên nhầm lẫn với trường phái "duy sinh" (vitalism).

### L'effect des circonstances: Động lực thích nghi
Phần thứ hai của lý thuyết tiến hóa của Lamarck là sự thích nghi của các sinh vật với môi trường của chúng. Điều này có thể đưa sinh vật lên bậc thang vào các hình dạng mới và phân biệt chúng với sự thích nghi của môi trường địa phương. Nó cũng có thể đẩy các sinh vật vào những ngõ cụt tiến hóa, nơi các sinh vật trở nên thích nghi đến mức không có sự thay đổi nào khác có thể xảy ra. Lamarck lập luận rằng lực thích nghi này được kích hoạt bởi sự tương tác của các sinh vật với môi trường của chúng, bằng cách sử dụng và không sử dụng các đặc điểm nhất định.
Quy tắc số 1: Trong mỗi con vật không vượt quá giới hạn phát triển của nó, việc sử dụng bất kỳ cơ quan nào cũng thường xuyên được củng cố, phát triển và mở rộng và tạo ra sức mạnh, là tỷ lệ thuận với khoảng thời gian nó được sử dụng; Trong khi việc sử dụng vĩnh viễn bất cứ cơ quan nào làm suy yếu và làm suy yếu nó, và từ từ làm giảm khả năng hoạt động, cho đến khi nó biến mất.
Luật đầu tiên này nói được không có gì nhiều ngoại trừ "sự phóng đại kiến thức phổ thông về niềm tin rằng tập thể dục phát triển cơ quan"
Quy tắc số 2: Tất cả các đặc tính thừa kế hoặc mất đi do thiên nhiên gây ra đối với từng cá thể, thông qua ảnh hưởng của môi trường mà loài đó đã được đặt vào, và do đó, dưới ảnh hưởng của việc sử dụng nhiều hoặc sử dụng vĩnh viễn bất kỳ cơ quan nào; tất cả những điều này được bảo tồn bằng cách sinh sản và truyền lại cho những cá thể mới phát sinh, với điều kiện những đặc tính thừa kế lại là phổ biến đối với cả hai giới tính, hoặc ít nhất là cho những cá thể sinh ra còn trẻ.
Mệnh đề cuối cùng của luật này giới thiệu cái gọi là "thừa kế mềm", thừa kế tất cả đặc tính thu được, hay đơn giản là học thuyết Lamarck, mặc dù nó chỉ là một phần của suy niệm của Lamarck. "Định luật thứ hai đã được chấp nhận rộng rãi vào thời điểm đó.. [nhưng] di truyền học hiện đại đã dứt khoát từ chối nó." 
Tuy nhiên, trong lĩnh vực biểu sinh (di truyền ngoại gen), ngày càng có nhiều bằng chứng cho thấy 'thừa kế mềm' đóng một vai trò trong sự thay đổi của một số vật kiểu hình: ví dụ rời khỏi vật liệu di truyền (DNA) không thay đổi gì (do đó không vi phạm khái niệm trung tâm của sinh học) nhưng ngăn cản sự biểu hiện của gen, chẳng hạn như bằng methyl hóa để sửa đổi sao chép DNA; điều này có thể được tạo ra bởi những thay đổi trong hành vi và môi trường. Nhiều thay đổi biểu sinh là di truyền ở một mức độ. Do đó, mặc dù bản thân DNA không bị thay đổi trực tiếp bởi môi trường và hành vi ngoại trừ việc lựa chọn, mối quan hệ của kiểu gen với kiểu hình có thể thay đổi, thậm chí qua nhiều thế hệ, bằng kinh nghiệm trong suốt cuộc đời của một cá nhân. Điều này đã dẫn đến các kêu gọi khẩn thiết đến sinh học để xem xét lại quá trình Lamarck trong tiến hóa dưới ánh sáng của tiến bộ hiện đại trong sinh học phân tử.

## Tên các loài sinh vật đặt để vinh danh ông
- Acropora lamarcki Veron, 2002
- Agaricia lamarcki Milne Edwards & Haime, 1851
- Ascaltis lamarcki (Haeckel, 1870)
- Bursa lamarckii (Deshayes, 1853), a frog snail
- Carinaria lamarckii Blainville, 1817, a small planktonic sea snail
- Caligodes lamarcki Quidor, 1913
- Cyanea lamarckii Péron & Lesueur 1810
- Cyllene desnoyersi lamarcki Cernohorsky, 1975
- Erosaria lamarckii (J. E. Gray, 1825), a cowrie
- Genicanthus lamarck (Lacepède, 1802)
- Gorgonocephalus lamarckii (Müller & Troschel, 1842)
- Gyroidinoides lamarckiana (d´Orbigny, 1839)
- Lamarckdromia Guinot & Tavares, 2003
- Lamarckina Berthelin, 1881
- Lobophytum lamarcki Tixier-Durivault, 1956
- Marginella lamarcki Boyer, 2004, a small sea snail
- Megerlina lamarckiana (Davidson, 1852)
- Meretrix lamarckii Deshayes, 1853
- Morum lamarckii (Deshayes, 1844), a small sea snail
- Mycetophyllia lamarckiana Milne Edwards & Haime, 1848
- Neotrigonia lamarckii (Gray, 1838)
- Olencira lamarckii Leach, 1818
- Petrolisthes lamarckii (Leach, 1820)
- Pomatoceros lamarckii (Quatrefages, 1866)
- Quinqueloculina lamarckiana d´Orbigny, 1839
- Raninoides lamarcki A. Milne-Edwards & Bouvier, 1923
- Rhizophora x lamarckii Montr.
- Siphonina lamarckana Cushman, 1927
- Solen lamarckii Chenu, 1843
- Spondylus lamarckii Chenu, 1845, a thorny oyster
- Xanthias lamarckii (H. Milne Edwards, 1834)

## Sách tham khảo
- Bange, Raphaël; Pietro Corsi. “Chronologie de la vie de Jean-Baptiste Lamarck” (bằng tiếng Pháp). Centre national de la recherche scientifique. Bản gốc lưu trữ ngày 12 tháng 4 năm 2013. Truy cập ngày 10 tháng 7 năm 2007.
- Bowler, Peter J. (2003). Evolution: the History of an Idea (ấn bản thứ 3). California: University of California Press. ISBN 978-0-520-23693-6.
- Burkhardt, Richard W., Jr. (1970). “Lamarck, evolution, and the politics of science”. Journal of the History of Biology. 3 (2): 275–298. doi:10.1007/bf00137355. JSTOR 4330543. PMID 11609655.
- Coleman, William L. (1977). Biology in the Nineteenth Century: problems of form, function, and transformation. Cambridge: Cambridge University Press. ISBN 978-0-521-29293-1.
- Cuvier, Georges (tháng 1 năm 1836). “Elegy of Lamarck”. Edinburgh New Philosophical Journal. 20: 1–22.
- Damkaer, David M. (2002). The Copepodologist's Cabinet: a Biographical and Bibliographical History. Philadelphia: American Philosophical Society. ISBN 978-0-87169-240-5.
- Darwin, Charles (1861–82). “Historical sketch”. On the Origin of Species (ấn bản thứ 6). London: John Murray.
- Delange, Yves (1984). Lamarck, sa vie, son œuvre. Arles: Actes Sud. ISBN 978-2-903098-97-1.
- Fitzpatrick, Tony (2006). “Researcher gives hard thoughts on soft inheritance: above and beyond the gene”. Washington University in St. Louis. Bản gốc lưu trữ ngày 8 tháng 1 năm 2016. Truy cập ngày 8 tháng 10 năm 2011.
- Gould, Stephen Jay (1993). “Foreword”.  Trong Jean Chandler Smith (biên tập). Georges Cuvier: an annotated bibliography of his published works. Washington, DC: Smithsonian Institution Press. ISBN 978-1-56098-199-2.
- Gould, Stephen Jay (2002). The Structure of Evolutionary Theory. Harvard: Belknap Harvard. ISBN 978-0-674-00613-3.
- Jablonka, Eva (2006). Evolution in Four Dimensions: Genetic, Epigenetic, Behavioral, and Symbolic Variation in the History of Life. Cambridge, MA: MIT Press. ISBN 978-0-262-60069-9.
- Jurmain, Robert; Lynn Kilgore; Wenda Trevathan; Russell L. Ciochon (2011). Introduction to Physical Anthropology (ấn bản thứ 13). Wadsworth Publishing. ISBN 978-1-111-29793-0.
- Lamarck, J. B. (1914). Zoological Philosophy. London.
- Mantoy, Bernard (1968). Lamarck. Savants du monde entier. 36. Paris: Seghers.
- Mayr, Ernst (1964) [1859]. “Introduction”.  Trong Charles Darwin (biên tập). On the Origin of Species: a Facsimile of the First Edition. Harvard University Press. ISBN 978-0-674-63752-8.
- Osborn, Henry Fairfield (1905). From the Greeks to Darwin: an outline of the development of the evolution idea (ấn bản thứ 2). New York: Macmillan.
- Packard, Alpheus Spring (1901). Lamarck, the founder of Evolution: his life and work with translations of his writing on organic evolution. New York: Longmans, Green.
- Rudwick, Martin J. S. (1998). Georges Cuvier, Fossil Bones, and Geological Catastrophes: New Translations and Interpretations of the Primary Texts. University of Chicago Press. ISBN 978-0-226-73107-0.
- Szyfman, Léon (1982). Jean-Baptiste Lamarck et son époque. Paris: Masson. ISBN 978-2-225-76087-7.
- Junko A. Arai; Shaomin Li; Dean M. Hartley; Larry A. Feig (2009). “Transgenerational rescue of a genetic defect in long-term potentiation and memory formation by juvenile enrichment”. The Journal of Neuroscience. 29 (5): 1496–1502. doi:10.1523/JNEUROSCI.5057-08.2009. PMC 3408235. PMID 19193896.
- Ross Honeywill (2008). Lamarck's Evolution: Two Centuries of Genius and Jealousy. Pier 9. ISBN 978-1-921208-60-7.